# Burg Bisses
Die Burg Bisses ist eine abgegangene Wasserburg im heutigen Echzeller Ortsteil Bisses im Wetteraukreis in Hessen.

## Lage
Die ehemalige Wasserburg liegt am östlichen Ende des Ortes. Der heutige Burggraben genannte Bach wurde augenscheinlich zur Versorgung des Wassergrabens genutzt.
Der Teich wird heute als Löschwasserteich und als Erholungsgebiet des Ortes genutzt.

## Geschichte
Entstehung und Aufbau der Wasserburg liegen im Dunkel der Geschichte. Ob die im 14. Jahrhundert ausgestorbenen Herren von Bisses die Burg erbauten, ist nicht bekannt. 
1390 gelangte das Burglehen in den Besitz der Herren von Lüder und kam von 1452 bis 1608 an die von Dörnberg. Seit Beginn des 17. Jahrhunderts war die Burg im Besitz derer von Buchenau. 1655 wird Georg Christian von Buchenau mit seiner Ehefrau Elisabeth von Dörnberg als Besitzer der Burg genannt. Durch Einheirat fiel das Burglehen spätestens ab 1679 an die Familie von Nagel. Heinrich Philipp von Nagel erhält dabei das danebenliegende Gut über die Mitgift seiner Frau Elisabeth geborene von Buchenau. Die von Nagel sind gleichzeitig Herren des Ortes Bisses (1679–1781). Einen Teil des Lehens erhielt die Familie von Sell.
Angenommen wird, dass die Burg im Dreißigjährigen Krieg zerstört und nicht wieder aufgebaut wurde. 
Das Burglehen wurde 1783 an die Landgrafschaft Hessen-Darmstadt verkauft.
Mitte der 1990er-Jahre wurde der ringförmige Wassergraben zu einem Teich erweitert. Dabei baggerte man den in der Mitte liegenden Burghügel heraus, die geringen Baureste wurden beseitigt und damit die Anlage endgültig zerstört.

## Beschreibung

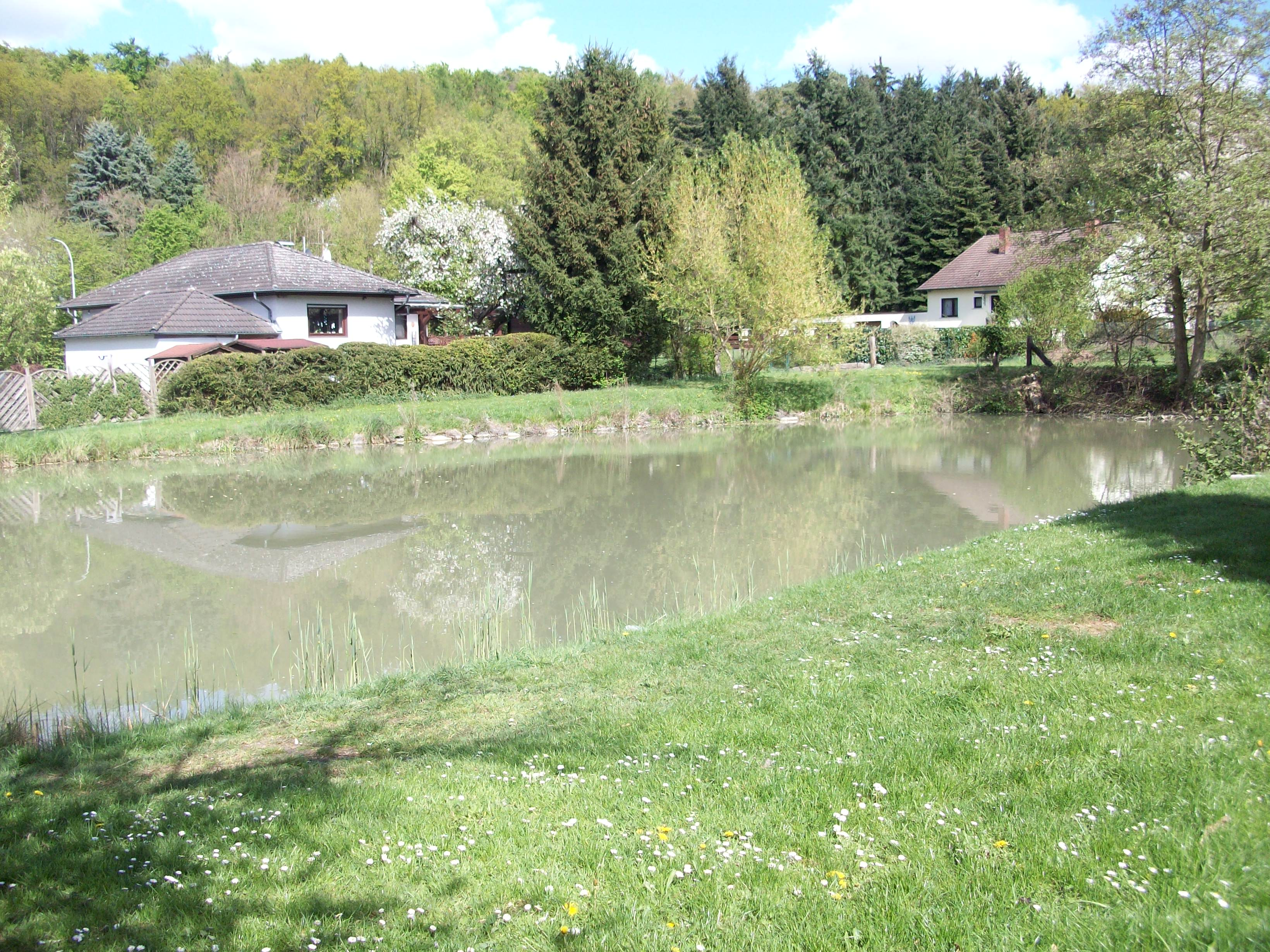
Blick von Südwesten über den Teich. Standort der abgegangenen Wasserburg Bisses

Aufgrund der geringen Größe des heutigen Teiches kann davon ausgegangen werden, dass die Wasserburg nur ein Steinhaus oder ein Turmhügel (Motte) mit Wassergraben war.